# Punt de Nagel

El punt de Nagel (en blau, N) d'un triangle (en negre). El triangle en vermell és el triangle tangent exterior i els cercles taronja són els cercles tangents exteriors.

En geometria, el Punt de Nagel és un centre del triangle, un dels punts associats a un triangle donat la definició del qual no depèn de l'emplaçament o l'escala del triangle.
Donat un triangle {\displaystyle ABC}, siguin {\displaystyle T_{A}}, {\displaystyle T_{B}} i {\displaystyle T_{C}} els punts de tangència dels tres cercles tangents exteriors. Aleshores, les rectes {\displaystyle AT_{A}}, {\displaystyle BT_{B}} i {\displaystyle CT_{C}} es creuen en un mateix punt: el punt de Nagel del triangle {\displaystyle ABC}. Aquest punt rep el seu nom pel matemàtic alemany Christian Heinrich von Nagel qui el va definir el 1836.

## Relació amb altres centres del triangle
El punt de Nagel és el conjugat del punt de Gergonne. El punt de Nagel, el centroide i l'incentre són colineals i rauen en la recta anomenada recta de Nagel.

## Coordenades
Les seves coordenades són:
{\displaystyle \csc ^{2}(A/2)\,:\,\csc ^{2}(B/2)\,:\,\csc ^{2}(C/2)}
o, de forma equivalent i en termes de la longitud dels costats {\displaystyle a=|BC|}, {\displaystyle b=|CA|} i {\displaystyle c=|AB|}:
{\displaystyle {\frac {b+c-a}{a}}\,:\,{\frac {c+a-b}{b}}\,:\,{\frac {a+b-c}{c}}.}